# لينيا تورستنسون
لينيا تورستنسون (بالسويدية: Linnea Torstenson) مواليد 30 مارس 1983 في ستوكهولم، هي لاعبة كرة يد سويدية تلعب كظهير أيسر. مثلت منتخب السويد لكرة اليد للسيدات. شاركت في دورة الألعاب الأولمبية الصيفية سنة 2008. حققت المركز الثاني في بطولة أوروبا لكرة اليد للسيدات 2010.

## سجل المنافسة
شاركت في البطولات التالية:
- الألعاب الأولمبية الصيفية 2016
- بطولة العالم لكرة اليد للسيدات 2015
- بطولة أوروبا لكرة اليد للسيدات 2010
- بطولة أوروبا لكرة اليد للسيدات 2014

## الميداليات
| الميدالية | المسابقة                            |
| --------- | ----------------------------------- |
| فضية      | بطولة أوروبا لكرة اليد للسيدات 2010 |
| برونزية   | بطولة أوروبا لكرة اليد للسيدات 2014 |

## روابط خارجية
- لينيا تورستنسون على موقع الاتحاد الأوروبي لكرة اليد (الإنجليزية)
- لينيا تورستنسون على موقع أوليمبيديا (الإنجليزية)
- لينيا تورستنسون على موقع اللجنة الأولمبية السويدية (السويدية)